# Круков (Шлезвіг-Гольштейн)
Круков (нім. Krukow) — громада в Німеччині, розташована в землі Шлезвіг-Гольштейн. Входить до складу району Герцогство Лауенбург. Складова частина об'єднання громад Лютау.
Площа — 7,94 км2. Населення становить 160 ос. (станом на 31 грудня 2020).